# ولاية أهال
ولاية أهال هي ولاية في تركمانستان، بلغ عدد سكانها 939٬700 نسمة، في 2005، عاصمتها أناو، تبلغ مساحتها 97٬160 كيلومتر مربع.

## الموقع
تشترك في الحدود مع:
- ولاية داشوغوز.